# Schwartbuck
Schwartbuck – gmina w Niemczech w kraju związkowym Szlezwik-Holsztyn, w powiecie Plön, wchodzi w skład urzędu Lütjenburg..